# Acide pentadécylique
L'acide pentadécylique ou acide pentadécanoïque (nom systématique) est un acide gras saturé à chaîne longue (C15:0) de formule CH3(CH2)13COOH. Il est rare dans la nature, représentant par exemple 1,2 % de la matière grasse du lait de vache. C'est d'ailleurs cette matière grasse qui est la première source alimentaire en acide pentadécanoïque. Il est aussi utilisé comme marqueur de la consommation de matière grasse. L'acide pentadécanoïque est aussi présent dans la graisse de viande de mouton hydrogénée.
L'acide pentadécanoïque pourrait accroître le risque de transmission du VIH de la mère à l'enfant via l'allaitement.